# The Book of Suffering – Tome I
The Book of Suffering – Tome I är en EP av det kanadensiska technical death metal-bandet Cryptopsy, utgivet i egenregi i oktober 2015 och i nyutgåva av bandets nuvarande skivbolag Season of Mist i december 2024.
EP:n följdes upp av The Book of Suffering – Tome II (EP) under 2018, samt båda utgåvorna samlade.
En musikvideo till "Detritus (The One They Kept)" spelades in.

## Låtlista
1. "Detritus (The One They Kept)" – 4:33
2. "The Knife, the Head and What Remains" – 3:32
3. "Halothane Glow" – 4:26
4. "Framed by Blood" – 4:20

## Medverkande
Musiker
- Matt McGachy – sång
- Christian Donaldson – gitarr
- Olivier Pinard – basgitarr
- Flo Mounier – trummor

Gästmusiker
- Ludovick Daoust – keyboard

Produktion
- Christian Donaldson – producent
- Jason Suecof – mixning
- Alan Douches – mastering
- Remy Cooper – omslagskonst
- Eric Sanchez – albumkonst, foto
- Flo Mounier – logotyp